# Non lo faccio più (album)
Non lo faccio più è il ventesimo album di Peppino di Capri, pubblicato nel 1976.

## Descrizione
L'album è stato pubblicato poco dopo la seconda vittoria del cantante campano al Festival di Sanremo con il brano omonimo Non lo faccio più. La canzone è una delle prime scritte dall'allora diciannovenne Fabrizio Berlincioni con Depsa e Sergio Iodice, e, caso insolito nel repertorio di Peppino di Capri, parla di uno spogliarello, e forse proprio per tale particolarità si aggiudico la vittoria. Tuttavia il singolo non riscosse un grande successo di vendite e in seguito il cantante non lo mantenne tra gli evergreen del vecchio repertorio.
Il disco racchiude in massima parte brani fino ad allora inediti, tranne Amo, cover in italiano di un brano statunitense del 1959, Un giorno di settembre, altra cover, e Love Me as Thought There Were No Tomorrow, molto popolare anche nell'interpretazione di Nat King Cole. Le altre canzoni sono rimaste poco note e nessuna di esse è rimasta negli anni nel repertorio del cantante. Degno di nota il brano Pazzo di te, firmato dal cantante con Roberto Carlos. Un giorno di settembre è invece la cover in italiano di Voices dei Bee Gees.
Dal disco furono tratti i 45 giri Non lo faccio più/Vorrei vorrei vorrei e Pazzo di te/Se io vado via, quest'ultimo con la stessa copertina dell'album, che con uno sfondo ocra scuro raffigura un ritratto artefatto del cantante mentre "spia" da una tenda veneziana. Il disco non è mai stato ripubblicato in CD.

## Tracce
LATO A
1. Non lo faccio più (testo di Fabrizio Berlincioni e Sergio Iodice, musica di Depsa)
2. Con te (testo di Rino Giglio, musica di Rodolfo Fiorillo)
3. Un amore fa (testo di Depsa, musica di Luigi Magurno e Depsa)
4. In inglese (testo di Mimmo Di Francia, musica di Piero Braggi)
5. Amo (testo italiano di Depsa, testo originale di Jimmy Mc Hugh, musica di Harold Adamson)
6. Pazzo di te (testo di Roberto Carlos e Erasmo Carlos, musica di Giuseppe Faiella)

LATO B
1. Non sono Dio (testo di Luigi Magurno, musica di Depsa)
2. Come un vagabondo (testo di Enrico Moscarelli, musica di Paolo Moscarelli)
3. Vorrei, vorrei, vorrei (testo di Depsa e Sergio Iodice, musica di Giuseppe Faiella)
4. Ho bisogno di te (testo di Depsa e Rino Giglio, musica di Rodolfo Fiorillo)
5. Un giorno di settembre (testo italiano di Depsa e Sergio Iodice, testo originale di Robin Gibb, musica di Maurice Gibb)
6. Se io vado via (testo e musica di Follica)

## Formazione
- Peppino di Capri: voce, tastiera, arrangiamenti
- Piero Braggi: chitarra, cori
- Luciano Gargiulo: batteria, percussioni
- Gianfranco Raffaldi: organo Hammond, pianoforte, Fender Rhodes, cori
- Pino Amenta: basso, cori